# Michal Steinocher
Michal Steinocher (* 2. prosince 1999 Louny) je český lední hokejista hrající na pozici obránce.

## Život
S hokejem začínal v klubu HC Hvězda Praha, za kterou hrál do sezóny 2014/2015. Během ní přestoupil do pražské Slavie a hrál za její mládežnické výběry. V Import Draftu Canadian Hockey League byl vybrán jako osmý v pořadí týmem Flint Firebirds ze státu Michigan.
Ročník 2016/2017 pak strávil celý v severní Americe, a sice v celku Flint Firebirds, za který hrál Ontario Hockey League (OHL). Pokračoval tam i v následujícím roce (2017/2018), kdy ale nastupoval za tým Corpus Christi IceRays a posléze Coulee Region Chill, kteří oba hrají North American Hockey League (NAHL). Nakonec se ale v rozehrané sezóně vrátil zpět do Evropy, do České republiky a hrál za juniory Slavie. Mezi muži tohoto celku se prvně objevil v ročníku 2018/2019, kdy předtím nastupoval ještě za výběr tohoto pražského klubu do devatenácti let a posléze byl zapůjčen na hostování do HC Letci Letňany. I v sezóně 2019/2020 hrál za muže Slavie, ale stihl i zápasy za klub BK Nová Paka, kam byl zapůjčen. V průběhu ročníku však nakonec přestoupil do HC Slovan Ústí nad Labem.